# بوني
بوني (بالإنجليزية:Bonnie) هو اسم اسكتلندي للفتيات أو الأولاد، ويستخدم في بعض الأحيان كمرجع وصفي. إنه يأتي من كلمة في اللغة الأسكتلندية وهي «بوني» (بمعنى جميلة وجذابة)، أو في الفرنسية bonne بمعنى (جيد). وهذا بدوره مشتق من الكلمة اللاتينية "bonus" (جيد). يمكن أيضًا استخدام الاسم كاسم للحيوانات الأليفة كشكل من Bonita . 

## ثقافيًا
غطى البيتلز الأغنية الشعبية الاسكتلندية " My Bonnie Lies over the Ocean " بعد عام من تشكيلها في عام 1961، وبلغت ذروتها في المرتبة رقم 5 في المخطط الألماني. 
اشتهرت بوني إنسان الغاب بقدراتها الموسيقية، وهي الصفير. 

### النظم الاستوائية والأعاصير
- إعصار بوني (1986) (ضرب تكساس ولويزيانا)
- إعصار بوني (1992)
- إعصار بوني (1998) (ضرب نورث كارولينا)
- العاصفة الاستوائية بوني (2004) (ضرب شمال غرب فلوريدا)

## مشاهير

### نساء
- بوني بارتليت (مواليد 1929)، الممثلة الأمريكية
- بوني بيديليا (مواليد 1948)، الممثلة الأمريكية
- بوني بيرنشتاين (مواليد 1970)، المذيعة الرياضية الأمريكية
- بوني بيانكو (مواليد 1963)، مغنية وممثلة أمريكية
- بوني بلير (مواليد 1964)، متزلجة السرعة الأمريكية المتقاعدة
- بوني برامليت (مواليد 1944)، مغنية أمريكية وممثلة في بعض الأوقات
- بوني كرومبي (مواليد 1960)، سياسية كندية، عضوة سابقة في البرلمان الكندي
- بوني كورتيس (مواليد 1966)، منتجة الأفلام الأمريكية
- بوني داس (مواليد 1959)، الرياضية الأمريكية والرياضية الميدانية المتقاعدة
- بوني دوبسون (من مواليد 1940)، كاتبة الأغاني والموسيقى الشعبية الكندية والمغنية وعازفة الجيتار
- بوني دنبار (مواليد 1949)، رائدة فضاء أمريكية متقاعدة
- بوني فرانكلين (1944-2013)، الممثلة الأمريكية
- بوني فولر (مواليد 1956)، مديرة وسائل الإعلام الكندية
- بوني جادوسيك (مواليد 1963)، لاعبة تنس محترفة أمريكية متقاعدة
- بوني جارلاند، ضحية القتل الأمريكية
- بوني جولد، عالمة رياضيات أمريكية
- بوني جرير (مواليد 1948)، الكاتبة المسرحية الأمريكية البريطانية والروائية والناقدة
- بوني جيتار (من مواليد 1923)، مغنية البوب الأمريكية
- بوني هانت (مواليد 1961)، كوميدية، ممثلة، مخرجة، منتجة، كاتبة، مضيفة وفنانة صوت
- بوني كولوك (ولدت عام 1946)، مغنية وكاتبة أغاني، وموسيقى وفنانة موسيقى شعبية أمريكية
- بوني لانجفورد (مواليد 1964)، الممثلة البريطانية والراقصة والفنانة
- بوني لو (مواليد 1994، الفائزة في مسابقة الغناء السنغافورية، Campus SuperStar (الموسم 4)
- بوني لو (مواليد 1924)، مغنية الروك أند رول والموسيقى الريفية
- بوني ليثجو، راقصة بريطانية سابقة ومنتجة ومخرجة مسرحية
- بوني ماكبيرد (مواليد 1951)، الممثلة الأمريكية، الكاتبة المسرحية، كاتبة السيناريو والمنتجة
- بوني ماثيسون (1945-2018)، عالمة أمريكية
- بوني مكفارلين (من مواليد 1973)، الكوميدية البارزة
- بوني ماكي (مواليد 1984)، مغنية وكاتبة أغاني وممثلة أمريكية حائزة على عدة جوائز
- بوني ميلينج (1912-2002)، سباحة حرة في أستراليا وسباحة ظهر
- بوني أوينز (1929-2006)، مغنية موسيقى الريف الأمريكية
- بوني باركر (1910-1934)، عضوة عصابة أمريكية (بوني وكلايد)
- بوني بينك (ولدت عام 1973)، مغنية وكاتبة أغاني وموسيقي يابانية
- بوني بو (1912-1993)، الممثلة الأمريكية
- Bonnie Pointer (من مواليد 1950)، مغنية أمريكية R&B وديسكو (من The Pointer Sisters)
- بوني رايت (مواليد 1949)، مغنية وكاتبة أغاني أمريكية
- بوني ريدوت (مواليد 1962)، عازفة الكمان الاسكتلندية الحائزة على عدة جائزة
- بوني شنايدر، عالمة الأرصاد التلفزيونية الأمريكية والمؤلفة
- بوني شير كلاين (مواليد 1941)، المخرجة الكندية النسوية، المؤلفة وناشطة في مجال حقوق الإعاقة
- بوني سومرفيل (مواليد 1974)، الممثلة والمغنية الأمريكية
- بوني تايلر (مواليد 1951)، مغنية ويلزية
- بوني رايت (مواليد 1991)، ممثلة بريطانية، عارضة أزياء، كاتبة سيناريو، مخرجة ومنتجة
- بوني زاخرلي (من مواليد 1946)، المصممة الأمريكية، صانعة خط لعبة My Little Pony .

### رجال
- بوني ستيوارت (1994)، أستاذ الرياضيات
- بوني "الأمير" بيلي (مواليد 1970)، الاسم المسرحي لويل أولدهام
- بوني برنس تشارلي (مواليد 1720)، المعروف أيضًا باسم الأمير تشارلز إدوارد ستيوارت
- بونافنتور (م. 1221)، سانت بونافنتور، المعاصر لسانت توما الأكويني

### شخصيات خيالية
- بوني سوانسون، من سلسلة فاميلي غاي
- بوني أندرسون، في قصة لعبة 3
- بوني مكولو، شخصية في سلسلة الكتب، يوميات مصاص الدماء
- بوني بينيت، من المسلسل التلفزيوني يوميات مصاص دماء
- بوني مالوي، الشخصية الرئيسية في المسلسل التلفزيوني الحياة مع بوني
- بوني روكوالر، «الفتاة الشريرة» في مسلسل الرسوم المتحركة «دامو ستحيل»
- بوني وينتربوتوم، شخصية في المسلسل التلفزيوني " كيفية تفلت بجريمة قتل"
- بوني بتلر، في ذهب مع الريح
- بوني ماكفارلين، شخصية رئيسية في ريد ديد ريدمبشن
- بوني الأرنب، شخصية رئيسية في فايف نايتس آت فريديز
- بوني، واحدة من أصدقاء Ash Ketchum ، وهي أخت Clemont الأصغر سناً في Pokémon The Series: XY
- Bonnie's Bakery من مخبز بوني
- بوني بلانكيت، الشخصية الرئيسية في المسرحية الهزلية أمي